# Pyrausta virginalis
Pyrausta virginalis is een vlinder van de familie van de grasmotten (Crambidae). De wetenschappelijke naam van deze soort is voor het eerst voorgesteld door Philogène-Auguste-Joseph Duponchel in een publicatie uit 1832.

## Verspreiding
De soort komt voor in België, Frankrijk (vasteland en Corsica), Spanje, Zwitserland, Oostenrijk, Italië (vasteland, Sardinië en Sicilië), Slowakije, Hongarije, Slovenië, Kroatië, Bosnië en Herzegovina, Montenegro, Albanië, Noord-Macedonië, Roemenië, Bulgarije, Griekenland (vasteland en Kreta), de Krim, Europees Rusland, Turkije, Cyprus, Armenië, Azerbeidzjan, Syrië, Israël, Irak, Iran, Afghanistan, Marokko en Egypte.

## Waardplanten
De rups leeft op soorten van de geslachten Thymus (Tijm) en Salvia.